# Club Deportivo Xela
El Xelaju Mario Camposeco Femenino (Anteriormente Club Deportivo Xela) Es un equipo de fútbol femenino de Guatemala. Fue fundado el 11 de junio de 2011 en la ciudad de Quetzaltenango, actualmente juega en la Liga Nacional de Fútbol Femenino de Guatemala, siendo uno de los equipos más importantes de la liga, contando desde su reciente historia con tres títulos de liga,un trofeo de campeón de campeones femenino, además de ser base de las selecciones de fútbol estudiantiles de Guatemala.

## Historia
el club fue fundado el 11 de junio de 2011 con el nombre de Club deportivo Xela, cuya base estaba conformada en su mayoría por estudiantes de centros educativos de la ciudad de Quetzaltenango, quienes años más tarde conformaron la selección femenil escolar y que lograron ser subcampeonas del mundial escolar de fútbol celebrado en la ciudad de Quetzaltenango.

### Primer Título
Las integrantes del Deportivo Xela una semana antes jugaron el partido de ida en las instalaciones del Complejo deportivo de Quetzaltenango, ante el cuadro de Unifut, cuyo marcador fue de 2-1 a favor del cuadro capitalino.
El 11 de junio de 2017, consiguieron hacer historia en la Liga Nacional de Fútbol Femenino de Guatemala Con goles de Fabiola González al minuto 25 y Rocío Velásquez al 78, las «chivas» vencieron al Unifut por marcador de 2-0 y remontaron la serie con un global de 3-2 para coronarse como campeonas del Torneo Clausura 2017, en la cancha del Estadio Revolución, de la Universidad de San Carlos de la ciudad de Guatemala, en donde el equipo de Quetzaltenango consiguió el primer título en toda la historia del fútbol femenino de Guatemala bajo la dirección del quetzalteco Amado Reyes y acabó con la hegemonía de Unifut, quienes venían de ser pentacampeonas.
el 25 de junio de 2017 se celebró la copa de Campeón de Campeonas entre El Deportivo Xela, campeonas del Clausura 2017 y el Unifut, campeonas del Apertura 2016 en el estadio Armando Barillas de Escuintla, cuyo marcador fue de 1-0 a favor de las Chivas, con tanto de Madelyn Ventura, sumando este título a la vitrinas del cuadro quetzalteco.

### Segundo Título
La gran final del Torneo Apertura 2020-2021 de la Liga Nacional de Fútbol Femenino de Guatemala fue celebrada a un solo partido en el estadio Carlos Salazar Hijo de Mazatenango el 31 de enero de 2021, como parte del nuevo formato aceptado para este torneo. En el juego Deportivo Xela se impuso 2 a 0 contra Unifut, con anotaciones de Fabiola González, con este resultado el Deportivo Xela logra su segunda luna bajo la dirección del quetzalteco Amado Reyes.

### Bicampeonato y tercer título
El Deportivo Xela disputó contra el equipo Cremas Femenino el 19 de junio de 2021 la gran final de la liga de futbol femenino en el estadio municipal de Chimaltenango.
Con anotación Wendy Yax al minuto 28. las quetzaltecas vencieron al cuadro capitalino y consiguieron llevar el juego hasta los 90 minutos para coronarse por segunda ocasión consecutiva y sumar el tercer título en su historia  de la mano del técnico nacional, Amado Reyes.

### Absorción del club y cambio de nombre
En el año 2022 el club Xelajú MC comenzó las gestiones para adquirir los derechos deportivos del Deportivo Xela, culminando las mismas a principios de 2023, con ambas instituciones llegando a un acuerdo, dando como resultado que por primera vez la institución Quetzalteca contara con representante en la Liga Femenina a partir del Torneo Clausura 2023.
Después de oficializarse la absorción, el equipo femenino comenzó a utilizar tanto el nombre, uniforme como el escudo del Xelajú MC, sin perder la historia que había realizado con el antiguo nombre, por lo que al escudo se le agregaron tres lunas que conmemoran los títulos obtenidos.

## Palmarés
- Liga Nacional (3): Clausura 2017, Apertura 2020-2021, Clausura 2021.
  - Subcampeones  (8): Apertura 2011, Apertura 2014, Clausura 2015, Apertura 2016, Clausura 2018, Apertura 2018, Clausura 2019, Apertura 2019.

- Copa Campeón de Campeones (1): 2017.